# Teatro Pompeya
El Teatro Pompeya es un teatro ubicado en el Paseo Latorre, en la ciudad de Villa Alemana, Región de Valparaíso. Obra de los arquitectos Aquiles Landoff y Renato Schiavon, fue inaugurado el año 1926. Fue declarado Monumento Nacional de Chile, en la categoría de Monumento Histórico, mediante el Decreto n.º 88, del 24 de marzo de 2009.

## Historia
Ubicado en el centro cívico y comercial de la ciudad, y convertido en símbolo de la ciudad, fue construido por los arquitectos Aquiles Landoff y Renato Schiavon —mismos autores del Teatro Municipal de Viña del Mar— por iniciativa de Domingo Composto, e inaugurado finalmente en el año 1926, cerca de treinta años después de la fundación de la ciudad.
De arquitectura ecléctica, con rasgos modernos, art déco y neoclásicos, en los años 1940 y 1950 se presentaron en el teatro la Orquesta Sinfónica de Chile, el poeta Pablo Neruda e importantes compañías de teatro. En el año 1991 el teatro fue arrendado a la familia Composto por parte la Municipalidad de Villa Alemana, que programaba en sus dependencias cine, danza y talleres gratuitos.
Luego del terremoto de 2010, que dejó al teatro con daños menores, el municipio adquirió el inmueble para su completa restauración, la que fue financiada por el programa Puesta en Valor del Patrimonio de la Subsecretaría de Desarrollo Regional y Administrativo. En esta restauración se reparó la fachada principal y se restauraron las butacas originales. El teatro fue finalmente reinaugurado el 27 de septiembre de 2012 por el presidente Sebastián Piñera.